# Wereth 11

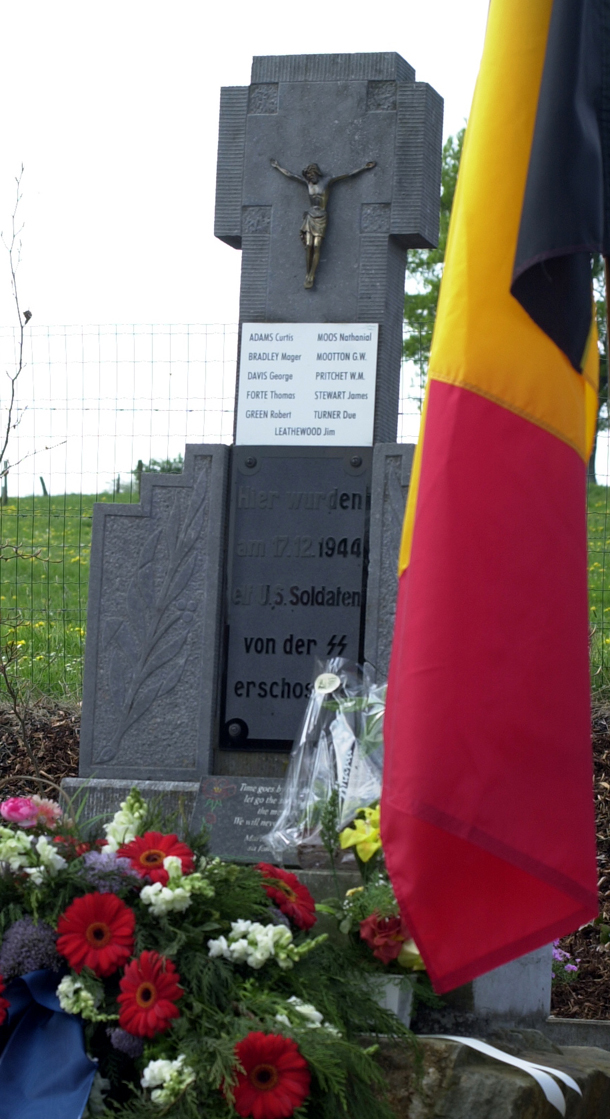
De gedenksteen voor de Wereth 11

De Elf van Wereth of Wereth 11 waren elf Afrikaans-Amerikaanse krijgsgevangen militairen die op een gruwelijke wijze werden vermoord door leden van de Waffen-SS in de buurt van het gehucht Wereth in de Belgische Oostkantons. De moordpartij vond plaats op 17 december 1944 tijdens de Slag om de Ardennen. 

## De moord
De Amerikaanse troepen in de Oostkantons waren in het begin van het Ardennenoffensief overrompeld door de snel oprukkende 1. SS-Panzer-Division Leibstandarte SS Adolf Hitler. 
De elf militairen, die bevel hadden gekregen, wisten niet wat er zich allemaal rondom hen afspeelde. Ze belandden uitgeput in de buurt van Wereth en vonden onderdak bij een plaatselijke boer, die hen te eten gaf. Deze boer, Mathias Langer, was Duitstalig maar een overtuigde anti-nazi die eerder Duitse dienstweigeraars had doen onderduiken. Langer begreep het gevaar van de Duitse troepen in de buurt, maar omdat hij geen Engels kende, kon hij hen niet overtuigen te vluchten. 
Een nazi-sympathisant (vermoedelijk een vrouw in het dorp wier eigen zoon bij de SS was) verklikte hun aanwezigheid aan SS-troepen in Wereth. SS'ers vielen de boerderij binnen. De elf mannen gaven zich zonder verzet over. In de veronderstelling dat ze als krijgsgevangenen werden afgevoerd, werden ze naar het dichtstbijzijnde veld gebracht. Daar werden ze op een gruwelijke wijze om het leven gebracht. Nadat hun benen waren gebroken en hun vingers afgesneden en ze met bajonetten waren gestoken, werden ze koelbloedig doodgeschoten.
Matthias Langer en zijn gezin werden met rust gelaten, maar hun boerderij raakte later door een bombardement zwaar beschadigd. 
De lijken van de elf bleven in de sneeuw liggen. Door de oorlogsomstandigheden duurde het bijna twee maanden, tot februari 1945, tot ze door het Amerikaanse leger werden opgehaald. Een autopsie stelde de zware mishandelingen vast. Het onderzoek naar de moordpartij werd in 1947 zonder resultaat afgesloten. De daders zijn nooit geïdentificeerd. Ook de persoon die hen verklikt had, werd nooit vervolgd. 
Deze moordpartij kreeg aanvankelijk maar weinig aandacht, wellicht omdat dezelfde dag in het nabije Baugnez, een andere moordpartij op grotere schaal door SS'ers plaatsvond. Die slachtpartij, bekend als het bloedbad van Malmedy, veroorzaakte meteen grote verontwaardiging in de Verenigde Staten. Het rapport van een onderzoekscommissie van de Amerikaanse Senaat naar de oorlogsmisdaden begaan tegen Amerikanen tijdens de Slag om de Ardennen (1949) vermeldt nergens de gebeurtenissen in Wereth. 

## De elf slachtoffers
De slachtoffers waren lid van het het 333ste Amerikaanse Bataljon Veldartillerie, een eenheid van uitsluitend Afro-Amerikanen. Het Amerikaanse leger kende tot aan de Tweede Wereldoorlog nog rassenscheiding, d.w.z. er waren enkel 'blanke' en 'zwarte' eenheden maar geen gemengde. 
De namen van de slachtoffers waren:
William Pritchett (Technisch Sergeant)
James Stewart (Technisch Sergeant)
Thomas Forte (Staff Sergeant)
Mager Bradley (Korporaal)
George Davis (Soldaat eerste klasse)
James Leatherwood (Soldaat eerste klasse)
George Morten (Soldaat eerste klasse)
Due Turner (Soldaat eerste klasse)
Curtis Adams (Soldaat)
Robert Green (Soldaat)
Nathanial Moss (Soldaat)
Zeven van de elf zijn begraven op de Amerikaanse militaire begraafplaats Henri-Chapelle. De vier anderen zijn gerepatrieerd. 

## Herdenking
Hermann Langer, een zoon van Matthias Langer die aanwezig was toen de elf in de boerderij werden gearresteerd, heeft in 1994 op eigen kosten een gedenksteen voor de slachtoffers geplaatst in het veld waar ze werden gedood. Het bescheiden monument kreeg snel aandacht van Amerikaanse militairen, die er nog hetzelfde jaar een plechtigheid organiseerden. 
In 2002 werd de vzw "U.S. Wereth Memorial" opgericht, die het terrein rond de gedenksteen opkocht en er in 2004 een meer uitgebreid monument liet inwijden. Het herdenkt de Elf van Wereth maar ook alle Afro-Amerikaanse militairen die in Europa actief waren. Jaarlijks vindt bij het monument een herdenkingsplechtigheid plaats.